# Romas Cirba
Romas Cirba (* 4. März 1969 in der Sowjetunion) ist ein ehemaliger sowjetischer und litauischer Fußballspieler. 

## Verein
Cirba spielte zu Beginn seiner Karriere in der Saison 1989 zunächst in seiner Heimat bei Inkaras Kaunas. 1990 wechselte er dann zu Žalgiris Vilnius. Für diesen Verein war er bis Ende 1991 aktiv und gewann mit ihm 1990 die Baltic League. Sodann erfolgte sein erstes Auslands-Engagement beim deutschen Oberligisten Göttingen 05. Diesem Verein blieb er bis zu seiner erfolgreichsten Karriere-Etappe bei den Sportfreunden Siegen treu. Diese letzte Phase seiner Karriere, die ihn zu einer Führungsfigur in der Mannschaft des Regionalliga-Teams aus Siegen und zum Publikumsliebling der Fans werden ließ, dauerte insgesamt sieben Spielzeiten (Saisons 1996/97 bis 2002/03). Zwischenzeitlich war er teilweise in der Saison 2000/01 auch für die Amateure des MSV Duisburg in der Oberliga Nordrhein aktiv. Es folgte nach seiner Siegener Zeit noch eine weitere Saison bei Preußen Münster. Danach kehrte er schließlich in seine Heimat zurück und beendete dort seine Karriere.

## Nationalmannschaft
Auch international konnte Cirba zu Beginn seiner Karriere in Erscheinung treten, denn am 27. Mai 1990 absolvierte er sein erstes und einziges Länderspiel für sein Heimatland Litauen.